# Championnat de Nouvelle-Zélande de football 1984
Navigation
Saison précédente Saison suivante
La saison 1984 du Championnat de Nouvelle-Zélande de football est la 15e édition du championnat de première division en Nouvelle-Zélande. La NSL (National Soccer League) regroupe douze clubs du pays au sein d'une poule unique, où ils s'affrontent deux fois au cours de la saison, à domicile et à l'extérieur. À la fin de la compétition, le dernier du classement dispute une poule de promotion-relégation avec le champion de chacune des trois ligues régionales, afin de se disputer la dernière place parmi l'élite.
C'est le club de Gisborne City AFC qui remporte la compétition après avoir terminé en tête du classement final, avec quatorze points d'avance sur le club de Papatoetoe AFC et seize sur le Christchurch United AFC. C'est le tout premier titre de champion de Nouvelle-Zélande de l'histoire du club, qui manque le doublé en s'inclinant en finale de la Coupe de Nouvelle-Zélande face à Manurewa AFC.

## Les clubs participants
| - Nelson United - Christchurch United AFC - Papatoetoe AFC - Napier City Rovers - North Shore United AFC - Dunedin City | - Gisborne City AFC - Auckland University AFC - Promu de D2 - Mount Wellington AFC - Wellington Diamond United - Manurewa AFC - Miramar Rangers |

## Compétition

### Classement
Le barème utilisé pour établir le classement est le suivant :
- Victoire : 3 points
- Match nul : 1 point
- Défaite : 0 point

| Rang | Équipe                      | Pts | J  | G  | N | P  | Bp | Bc | Diff |
| ---- | --------------------------- | --- | -- | -- | - | -- | -- | -- | ---- |
| 1    | Gisborne City AFC           | 51  | 22 | 15 | 6 | 1  | 59 | 16 | +43  |
| 2    | Papatoetoe AFC              | 37  | 22 | 10 | 7 | 5  | 35 | 26 | +9   |
| 3    | Christchurch United AFC     | 35  | 22 | 10 | 5 | 7  | 37 | 32 | +5   |
| 4    | Manurewa AFC (T) (C)        | 33  | 22 | 9  | 6 | 7  | 40 | 42 | -2   |
| 5    | Miramar Rangers             | 31  | 22 | 8  | 7 | 7  | 40 | 46 | -6   |
| 6    | Wellington Diamond United   | 30  | 22 | 7  | 9 | 6  | 32 | 26 | +6   |
| 7    | Dunedin City                | 28  | 22 | 8  | 4 | 10 | 34 | 40 | -6   |
| 8    | Napier City Rovers AFC      | 26  | 22 | 7  | 5 | 10 | 38 | 53 | -15  |
| 9    | North Shore United AFC      | 25  | 22 | 7  | 4 | 11 | 27 | 31 | -4   |
| 10   | Mount Wellington AFC        | 24  | 22 | 5  | 9 | 8  | 28 | 36 | -8   |
| 11   | Nelson United AFC           | 21  | 22 | 5  | 6 | 11 | 25 | 42 | -17  |
| 12   | Auckland University AFC (P) | 19  | 22 | 5  | 4 | 13 | 31 | 36 | -5   |

|  | Champion de Nouvelle-Zélande 1984                                                       |
|  | Participation au barrage de promotion-relégation                                        |
|  | (T) : Tenant du titre (C) : Vainqueur de la Coupe de Nouvelle-Zélande (P) : Promu de D2 |

### Matchs

#### Barrage de promotion-relégation
Le dernier de National Soccer League, Auckland University AFC, affronte en barrage de promotion-relégation le champion de chacune des trois ligues régionales, afin de se disputer la dernière place parmi l'élite. Auckland sort victorieux de ce barrage et se maintient donc en première division. Il n'y a par conséquent ni club relégué, ni club promu la saison prochaine.

## Bilan de la saison
| Championnat de Nouvelle-Zélande de football 1984                             |                               |
| Champion                                                                     | Gisborne City AFC (1er titre) |
| Coupes et trophées                                                           |                               |
| Vainqueur de la Coupe de Nouvelle-Zélande 1984                               | Manurewa AFC                  |
| Promotions et relégations                                                    |                               |
| Promus en Championnat de Nouvelle-Zélande de football                        | Aucun                         |
| Relégués en Championnat de Nouvelle-Zélande de football de deuxième division | Aucun                         |